# Лакці

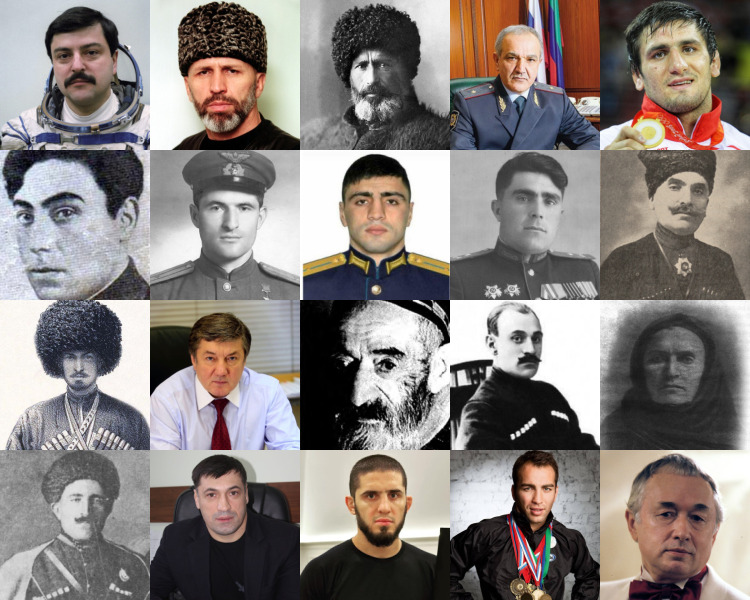
Лакцы

Ла́кці (лаки, казикумухці; самоназва — лак) — народ у Республіці Дагестан, (Росія).
Народ належить до кавказької раси. Віряни — мусульмани-суніти.

## Назви
Крім самоназв лакців — лак та лак-чу, існуює низка екзонімів:
- Аварці називають лакців тумали;
- даргинці — вулугуни або вулеги;
- лезгини — яхулви;
- кумики — казикумухці.

## Чисельність

Розселення лакців у Дагестані за переписом 2002

Загальна чисельність лакців в Росії в 2002 році склала 156 595 осіб, з них у містах (Махачкала) проживає 109 750 осіб, у Дагестані — 139 700 осіб.
Лакці проживають також (1989) в Узбекистані (2 807 осіб), Таджикистані (2 441 осіб), Азербайджані (1 878 осіб), Туркменістані (1 398 осіб), Казахстані (1 234 осіб), Україні (1 035 осіб). Невелика група проживає в Туреччині, в 4 поселеннях ілу Карс — 300 осіб.
Основні райони проживання лакців у Дагестані за даними Російського перепису 2010
| Назва району           | Населення району | % лакців |
| Кулинський район       | 11 174           | 97,4 %   |
| Лакський район         | 12 161           | 95,2 %   |
| Новолакський район     | 28 556           | 48,5 %   |
| Каспійськ              | 100 129          | 14,3 %   |
| Махачкала (м/о)        | 696 885          | 12,4 %   |
| Южно-Сухокумськ        | 10 035           | 9,2 %    |
| Буйнакськ              | 62 623           | 6,8 %    |
| Кизилюрт (м/о)         | 43 421           | 5,0 %    |
| Рутульський район      | 22 926           | 3,8 %    |
| Кизляр (м/о)           | 51 707           | 3,6 %    |
| Кізлярський район      | 67 287           | 3,5 %    |
| Хасавюрт               | 131 187          | 3,3 %    |
| Акушинський район      | 53 558           | 3,2 %    |
| Ізбербаш               | 55 646           | 2,5 %    |
| Тарумовський район     | 31 683           | 1,7 %    |
| Кизилюртівський район  | 61 876           | 1,5 %    |
| Чародинський район     | 11 777           | 1,5 %    |
| Кумторкалинський район | 24 848           | 1,1 %    |
| Дагестан               | 2 910 249        | 5,6 %    |

## Мова
Лакці розмовляють на лакській мові, що входить до нахсько-дагестанських мов. Мова має кілька діалектів: кумухський, віцхінський, шаднінський, віхлінський, аракульський, бартхінський (балхарський), вачі-кулінський. Поширена також російська мова.

## Писемність
Писемність сформована з XV ст. на основі арабиці, з 1928 — латиниці, з 1938 на основі кирилиці.

## Історія
На території історичного проживання лакців з XII ст. почало формуватись Казикумухське шамхальство, в XVIII ст. — створюється Казикумухське ханство, яке об'єднувало крім лакців також агульців, лезгин-кюрінців, деякі аварські та даргинські спільноти. 1820 року ханство було приєднано до Російської імперії, 1859 року ханство було ліквідоване, а територія перетворена на Казикумухський округ Дагестанської області, з 1922 року — Лакський округ, 1935 року поділений на Лакський та Кулінський райони. 1944 року частина лакців була переселена до Новолакського району.

## Лакські поселення
Лакський район: Кумух, Куба, Чара, Курклі, Кума, Кунди, Хараша, Унчукатль, Хуна, Хурі, Читтур, Кубра, Урі, Шовкра, Щара, Хурхі, Хурукра, Кулушац, Чуртах, Хулісма, Бурши, Шахува
Кулінський район: Кані, Віхлі, Кулі, Хайхі, Цийши, Вачі, Кая, Сумбатль, Цушар, Цовкра-2, Хосрех, Цовкра-1
Новолакський район: Тухчар, Гаміях, Новочуртах, Дучі, Ахар, Новокулі, Новолакське, Чапаєво, Шушия.
В інших районах: Балхар, Уллучара, Кулі, Цулікана, Аракул, Шадні, Шаліб, Радянське.